# Babócsai István
Babócsai István (Babótsai István) (18. század – 1829 után) színműíró.
Debrecenben élt és ott írta következő munkáját:
- Vigkedvü Mihály, vagy a hazája és vallása mellett halállal pecsételt állhatatos szeretetnek és buzgóságnak örök emlékezetére emeltetett oszlop Szomorújáték 4 felvonásban, Nagyvárad, 1806. (Előadták a pesti színpadon 1808. november 4-én Vígkedvü Mihály, debreczeni birónak emlékezete címmel. Ismerteti: Figyelő XIII. 145. l.)
- Balvélekedés című vígjátékát előadták 1808-ban és 1809-ben Pesten.